# Jego typ kobiety
Jego typ kobiety – amerykański kryminał z 1951 roku.

## Główne role
- Robert Mitchum – Dan Milner
- Jane Russell – Lenore Brent
- Vincent Price – Mark Cardigan
- Tim Holt – Bill Lusk
- Charles McGraw – Thompson/Narrator
- Marjorie Reynolds – Helen Cardigan
- Raymond Burr – Nick Ferraro